# Tatewari
Tatewari (del huichol: tatei, wari ‘Abuelo fuego’) es la deidad wixarica (huichola) del fuego, nombrado habitualmente como "abuelo fuego". Es personificado como el mara'akame más antiguo, quien enseñó los ritos y las costumbres religiosas en tiempos inmemoriales.
Según las creencias, Tatewari enseñó la cacería del venado -rito repetido en la actualidad- así como el uso del fuego para cocinar. El Abuelo Fuego acompaña a los curanderos huicholes en sus prácticas, así como guía para los peregrinos a Wirikuta. Las plumas son un vehículo de sus poderes, por lo que los mara'akamete (chamanes) las colocan en sus varas rituales.